# Cynorkis cylindrostachys
Cynorkis cylindrostachys är en orkidéart som beskrevs av Friedrich Fritz Wilhelm Ludwig Kraenzlin. Cynorkis cylindrostachys ingår i släktet Cynorkis, och familjen orkidéer.
Artens utbredningsområde är Mauritius. Inga underarter finns listade i Catalogue of Life.